# Hattie McDaniel
 (février 2024).
Si vous disposez d'ouvrages ou d'articles de référence ou si vous connaissez des sites web de qualité traitant du thème abordé ici, merci de compléter l'article en donnant les références utiles à sa vérifiabilité et en les liant à la section « Notes et références ».
Pour les articles homonymes, voir McDaniel.
Hattie McDaniel est une actrice, chanteuse, compositrice et comédienne américaine, née le 10 juin 1893 à Wichita (Kansas) et morte le 26 octobre 1952 à Los Angeles. Elle est la première interprète afro-américaine à recevoir un Oscar : le 29 février 1940, lors de la 12e cérémonie des Oscars, elle reçoit celui de la meilleure actrice dans un second rôle pour son incarnation de Mammy (Mamma en VF), dans Autant en emporte le vent (Gone with the Wind).
En plus de sa carrière d'actrice, McDaniel a enregistré seize disques entre 1926 et 1929 (10 ont été publiés) et elle a été une vedette de la radio et de la télévision ; elle a été la première femme noire à chanter à la radio aux États-Unis. Elle a joué dans plus de 300 films, bien que son nom n'apparaisse au générique que de 83 d’entre eux.
En butte au racisme et à la ségrégation raciale tout au long de sa vie, Hattie McDaniel n'a pas pu assister à la première de Autant en emporte le vent à Atlanta parce qu'elle avait lieu dans un cinéma réservé aux Blancs. Lors de la cérémonie des Oscars à Los Angeles, elle est assise à une table séparée sur le côté de la salle ; l'hôtel Ambassador où se tenait la cérémonie était réservé aux Blancs, mais il lui a fait « la faveur » d’y assister. À sa mort en 1952, son dernier souhait — être enterrée au cimetière d'Hollywood — lui a été refusé car le cimetière était réservé aux seuls blancs.
McDaniel possède deux étoiles sur le Walk of Fame à Hollywood : l'une pour ses prestations à la radio et l'autre pour sa carrière cinématographique. Elle a été intronisée au « Black Filmmakers Hall of Fame (en) » en 1975. En 2006, elle est devenue la première femme noire oscarisée à figurer sur un timbre-poste américain.

## Biographie

### Enfance
Hattie McDaniel est la plus jeune d'une famille de treize enfants. Ses parents ont connu l’esclavage : sa mère, Susan Holbert (1850-1920), originaire de Nashville (Tennessee), était chanteuse de gospel, et son père, Henry McDaniel (1845-1922), était un pasteur baptiste de Richmond (Virginie). Son père a combattu pendant la guerre de Sécession dans le 122e régiment d'infanterie des troupes de couleur des États-Unis.
En 1900, la famille s'installe dans le Colorado, d'abord à Fort Collins, puis à Denver, où Hattie fréquente la Denver East High School de 1908 à 1910 et participe en 1908 à un concours parrainé par la Woman's Christian Temperance Union, en récitant Convict Joe, prétendant plus tard avoir remporté la première place. Son frère, Sam McDaniel (1886-1962), joue le majordome dans le court métrage Heavenly Daze des Three Stooges en 1948. Sa sœur Etta McDaniel était également actrice.

### Débuts de carrière
Hattie McDaniel perfectionne ses talents d'auteur-compositeur et d'interprète en travaillant avec la troupe de son frère Otis McDaniel, qui donne des spectacles de ménestrels. Hattie quitte l’école dès 1909 pour chanter et danser au sein de la troupe de son frère, The Mighty Minstrels. En 1911, avec sa sœur Etta Goff, elle se lance dans la création de spectacles uniquement féminins, sous le nom de McDaniel Sisters Company. En 1916, son frère Otis meurt, et la troupe commence à perdre de l’argent.
Au début des années 1920, McDaniel rejoint la troupe de George Morrison, Melody Hounds, et passe cinq ans en tournée aux États-Unis. Elle a alors l’opportunité de chanter à la radio pour la première fois avec les Melody Hounds sur la station KOA de Denver, ce qui lui permet d'accéder à une première reconnaissance du public. En 1922, McDaniel perd successivement son mari et son père[Passage contradictoire].
De 1926 à 1929, elle enregistre un grand nombre de ses chansons pour Okeh Records et Paramount Records à Chicago. McDaniel a enregistré sept sessions : une à l'été 1926 sur le label Meritt de Kansas City, quatre sessions à Chicago pour Okeh de fin 1926 à fin 1927 (sur les dix faces enregistrées, seules quatre ont été publiées), et deux sessions à Chicago pour Paramount en mars 1929.
À la suite du krach boursier de 1929, McDaniel est contrainte de prendre un travail de serveuse et plongeuse au Club Madrid à Milwaukee, avant d'obtenir de son patron la possibilité de se produire sur scène. En 1931, elle rejoint son frère Sam et sa sœur Etta, tous deux artistes, à Los Angeles. Sam, qui travaille sur une émission de radio KNX, lui obtient une chronique à la radio, où elle interprète « Hi-Hat Hattie », une domestique qui ne « sait pas rester à sa place ». Elle devient alors extrêmement populaire, bien que ne recevant qu’un salaire misérable qui l’oblige à travailler effectivement comme domestique.
En 1932, elle fait ses débuts au cinéma dans The Golden West dans lequel elle joue une femme de ménage. Sa deuxième apparition a lieu dans le film à succès de Mae West, Je ne suis pas un ange (I'm No Angel) (1933), dans lequel elle joue l'une des servantes noires avec lesquelles West campait en coulisses. Au début des années 1930, elle obtient plusieurs autres rôles non crédités dans des films, souvent en chantant dans des chœurs.
En 1934, elle joue dans Judge Priest, un film de John Ford, et est pour la première fois citée au générique. Elle y tient un rôle principal et démontre son talent de chanteuse, notamment dans un duo avec Will Rogers. Rogers, la vedette du film, loue sa performance et McDaniel commence à attirer l'attention et décroche des rôles plus considérables au cinéma. La même année, elle rejoint la Screen Actors Guild.
En 1935, McDaniel accède à des rôles importants : femme de chambre négligée dans Désirs secrets (Alice Adams) (RKO Pictures), femme de chambre comique et compagne de voyage de Jean Harlow dans La Malle de Singapour (China Seas) (MGM) (son premier film avec Clark Gable), et encore femme de chambre (Isabella) dans Murder by Television, avec Béla Lugosi. La Fox Film la met sous contrat pour jouer dans Le Petit Colonel (The Little Colonel) (1935), avec Shirley Temple, Bill « Bojangles » Robinson et Lionel Barrymore.
McDaniel joue le rôle de Queenie dans le film Show Boat (Universal Pictures) de 1936, avec Allan Jones et Irene Dunne, dans lequel elle chante un couplet de Can't Help Lovin' Dat Man avec Dunne, Helen Morgan, Paul Robeson et un chœur noir. Avec Robeson, elle chante I Still Suits Me, écrit pour le film par Kern et Hammerstein.
Après Show Boat, elle tient des rôles importants dans Saratoga (1937) de la MGM, avec Jean Harlow et Clark Gable ; L'Ange impur (The Shopworn Angel) (1938), avec Margaret Sullavan ; et Miss Manton est folle (The Mad Miss Manton) (1938), avec Barbara Stanwyck et Henry Fonda. Elle a un rôle mineur dans la comédie La Joyeuse Suicidée (Nothing sacred) (1937) avec Carole Lombard et Frederic March, où elle joue l'épouse d'un cireur de chaussures (Troy Brown) se faisant passer pour un sultan. Elle fait également une apparition dans le film Mariage incognito (Vivacious Lady) de 1938, avec James Stewart et Ginger Rogers.
McDaniel devient l'amie de nombreuses stars d'Hollywood, dont Joan Crawford, Tallulah Bankhead, Bette Davis, Shirley Temple, Henry Fonda, Ronald Reagan, ou encore Olivia de Havilland et Clark Gable avec qui elle joue en 1939 dans Autant en emporte le vent.

### Autant en emporte le ventet le personnage de Mammy

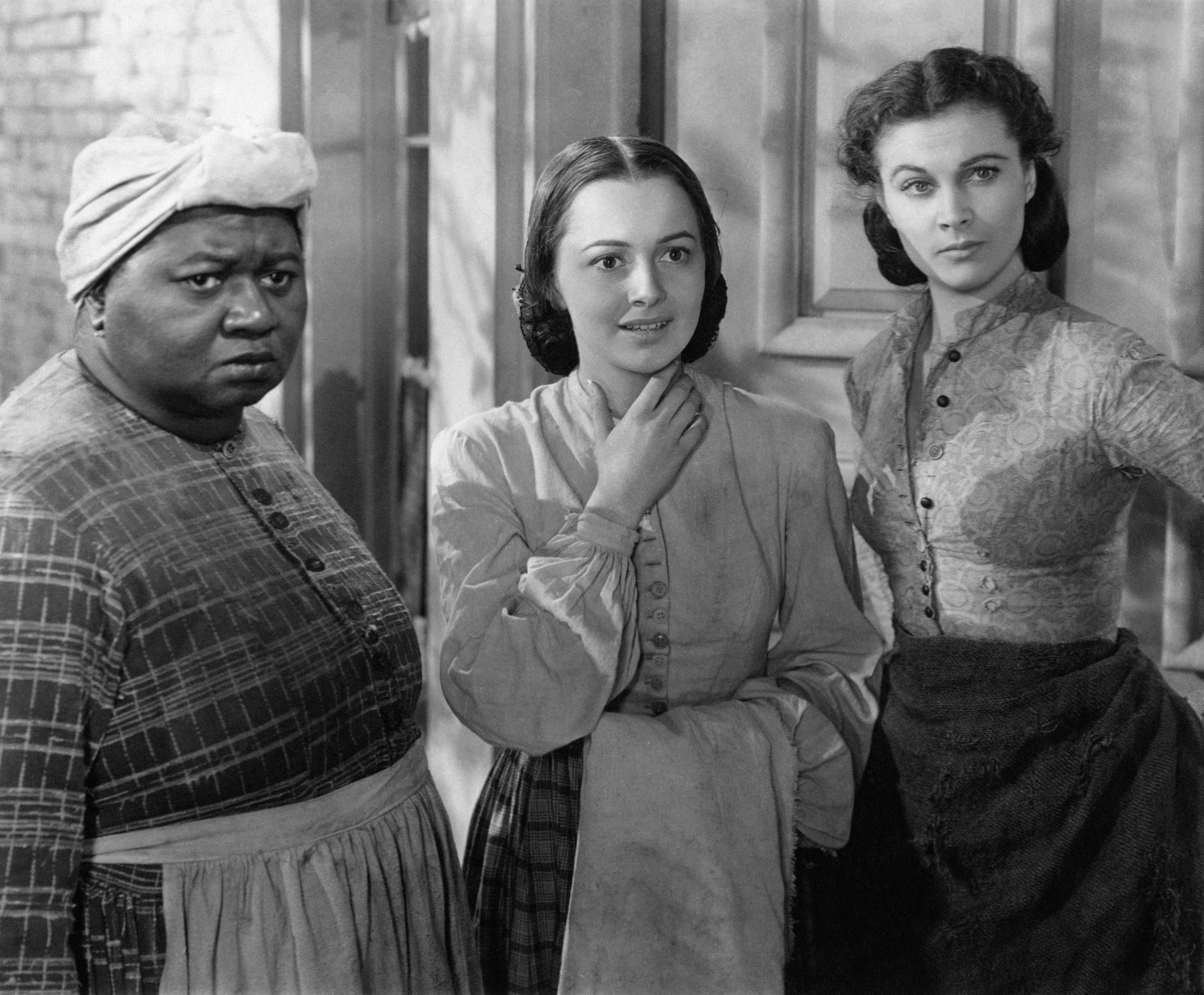
Hattie McDaniel, Olivia de Havilland et Vivien Leigh dans Autant en emporte le vent.

La compétition pour décrocher le rôle de Mammy dans Autant en emporte le vent (Gone with the Wind) fut presque aussi féroce que celle pour le personnage de Scarlett O'Hara. La première dame Eleanor Roosevelt écrivit au producteur David O. Selznick pour demander que sa propre servante, Elizabeth McDuffie, obtienne le rôle. McDaniel ne pensait pas qu'elle serait choisie, vu sa réputation d'actrice comique. Une source[Laquelle ?] affirme que Clark Gable avait recommandé que le rôle soit donné à McDaniel ; en tout cas, elle s'est présentée à son audition vêtue d'un authentique uniforme de bonne et a remporté le rôle.
En apprenant le projet d'adaptation du film, la National Association for the Advancement of Colored People (NAACP) s'est battue pour exiger du producteur et du réalisateur la suppression d'épithètes racistes (en particulier l'appellation « nègre ») et la modification de scènes pouvant porter préjudice à la dignité des personnes noires et qui, selon elle, étaient historiquement inexactes. Dans un épisode du roman en particulier, des hommes noirs attaquent Scarlett O'Hara, dont l'agression est ensuite vengée par un groupe armé qui évoque le Ku Klux Klan, présenté comme son sauveur. Dans tout le Sud, des hommes noirs étaient lynchés sur la base de fausses accusations selon lesquelles ils avaient agressé des femmes blanches. Cette scène du livre est modifiée pour le film et certains termes offensants sont changés, mais une autre épithète, « darkie », est conservés, et le message du film concernant l'esclavage demeure essentiellement le même. Conformément au livre, le scénario du film parle également des blancs pauvres comme de « white trash », et il attribue aussi ces mots aux personnages noirs et blancs.

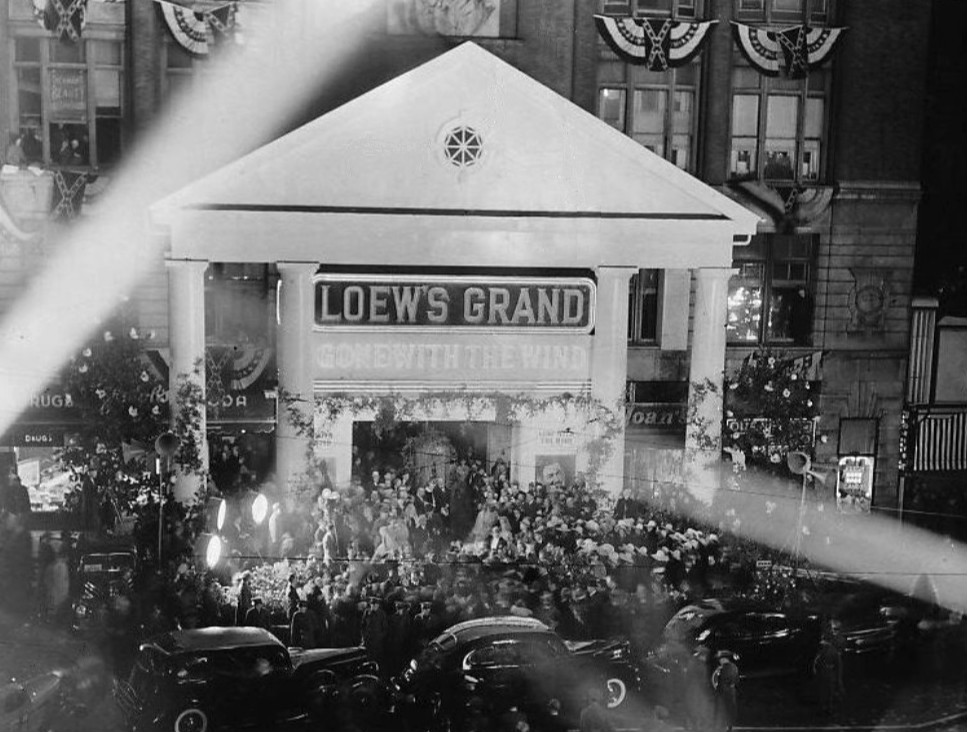
Première d'Autant en emporte le vent à Atlanta en 1939.

La MGM choisit le Loew's Grand Theater sur Peachtree Street à Atlanta, en Géorgie, pour accueillir la première du film, le vendredi 15 décembre 1939. Le producteur, David O. Selznick, demande que McDaniel soit autorisée à y assister, mais le studio lui conseille de ne pas contrevenir aux lois sur la ségrégation en vigueur en Géorgie. Clark Gable menace de boycotter l'évènement si McDaniel n'est pas présente, mais McDaniel le convainc d'y participer malgré cela. Aucun des autres acteurs noirs du film n'est présent.
La plupart des 300 000 habitants d'Atlanta se pressent sur le parcours du cortège de onze kilomètres qui transporte les autres stars et les cadres du film de l'aéroport à l'hôtel Georgian Terrace, où ils séjournent. Si les lois Jim Crow empêchent McDaniel d'être présente à la première du film à Atlanta, elle assiste à la première du film à Hollywood le 28 décembre 1939. Sur l'insistance de Selznick, sa photo est également mise en avant dans le programme.
Cédant à la pression des instances blanches du Sud, Selznick omet les visages de tous les acteurs noirs des affiches de promotion du film dans le Sud.
Pour son interprétation de l'esclave domestique qui gronde à plusieurs reprises la fille de son propriétaire, Scarlett O'Hara (Vivien Leigh), et se moque de Rhett Butler (Clark Gable), McDaniel remporte l'Oscar 1939 de la meilleure actrice dans un second rôle, devenant la première personne noire à être nommée et à remporter un Oscar. « J'ai aimé Mammy », déclare McDaniel devant la presse blanche à propos du personnage. « Je crois que je l'ai comprise parce que ma propre grand-mère travaillait dans une plantation qui ressemblait à celle de Tara. ». Son rôle dans Autant en emporte le vent avait alarmé certains Blancs du Sud ; certains se plaignant qu'elle était trop « familière » avec ses propriétaires blancs.
Au moins un critique[Qui ?] fait remarquer que le personnage de McDaniel ne s'écarte pas beaucoup du personnage de Mammy dans le roman de Margaret Mitchell, et que, dans le film comme dans le livre, Scarlett, beaucoup plus jeune, parle à Mammy d'une manière qui serait jugée inappropriée pour un adolescent du Sud de l'époque à l'égard d'une personne blanche beaucoup plus âgée, et que ni le livre ni le film n'évoquent l'existence des propres enfants de Mammy (morts ou vivants), sa propre famille (morte ou vivante), son vrai nom ou son désir d'avoir autre chose qu'une vie à Tara, en servant dans une plantation d'esclaves. De plus, si Mammy gronde la jeune Scarlett, elle ne s'oppose jamais à Mme O'Hara, la maîtresse de maison blanche. Certains critiques ont estimé que McDaniel n'avait pas seulement accepté les rôles, mais que, dans ses déclarations à la presse, elle avait également entériné les stéréotypes d'Hollywood, alimentant les critiques de ceux qui se battaient pour les droits civiques des Noirs. Plus tard, lorsque McDaniel tente d'emmener son personnage de « Mammy » dans une tournée de présentation, le public noir ne se montre pas réceptif.
Si de nombreux Noirs étaient heureux de la récompense attribuée à McDaniel, ils la considéraient également comme douce-amère. Ils estimaient que Autant en emporte le vent célébrait le système esclavagiste et condamnait les forces qui le détruisaient. Pour eux, l'hommage unique que McDaniel avait remporté suggérait que seuls ceux qui ne protestaient pas contre l'utilisation systémique des stéréotypes raciaux à Hollywood pouvaient y trouver du travail et du succès.

### 12ecérémonie des Oscars (1940)
La douzième cérémonie des Oscars a eu lieu au restaurant Coconut Grove de l'hôtel Ambassador à Los Angeles. Elle est précédée d'un banquet dans la même salle. Louella Parsons, chroniqueuse américaine de potins, écrit sur la nuit des Oscars, le 29 février 1940 : « Hattie McDaniel a obtenu l'Oscar d'or grâce à son excellente interprétation de "Mammy" dans Autant en emporte le vent. Si vous aviez vu son visage lorsqu'elle est montée sur l'estrade et a pris le trophée d'or, vous auriez eu la gorge nouée que nous avons tous eue lorsque Hattie, les cheveux ornés de gardénias, le visage illuminé et habillée comme une reine, a accepté cet honneur dans l'un des plus beaux discours jamais prononcés au sein de l'Académie. »

« Académie des arts et des sciences du cinéma, collègues de l'industrie cinématographique et invités d'honneur : C'est l'un des moments les plus heureux de ma vie, et je tiens à remercier chacun d'entre vous qui avez participé à la sélection de l'un de leurs prix, pour votre gentillesse. Cela m'a fait me sentir très, très humble ; et je le tiendrai toujours comme un phare pour tout ce que je pourrais faire à l'avenir. J'espère sincèrement que je ferai toujours honneur à ma race et à l'industrie cinématographique. Mon cœur est trop plein pour vous dire ce que je ressens, et je vous remercie et que Dieu vous bénisse. »

— Extrait du discours d'acceptation de McDaniel, 12e cérémonie annuelle des Oscars, 29 février 1940
McDaniel reçoit son Oscar sous la forme d'une plaque, d'environ 14 cm sur 15 cm, format attribué à l'époque à tous les meilleurs seconds rôles féminins et masculins.
Elle et son cavalier, Ferdinand Yober, doivent s'asseoir à une table pour deux, séparée des tables de banquet où sont installés les invités blancs ; son agent, William Meiklejohn (en), viendra les rejoindre. L'hôtel, qui a une politique stricte d'interdiction pour les Noirs d'entrer dans la salle, fait une exception pour McDaniel. La discrimination se poursuit après la cérémonie, lorsque ses co-stars blanches se rendent dans un club « interdit aux Noirs », dont McDaniel se voit également refuser l'entrée. Il faudra patienter encore cinquante ans avant qu'une autre actrice noire ne remporte un Oscar, en la personne de Whoopi Goldberg, qui reçoit le prix de la meilleure actrice dans un second rôle pour Ghost.
Grand vainqueur de la soirée, Autant en emporte le vent remporte huit Oscars sur treize nominations. Il sera ensuite nommé par l'American Film Institute (AFI) comme le quatrième des 100 meilleurs films américains de tous les temps dans le classement de 1998 et le sixième dans le classement de 2007.

#### Disparition de l'Oscar
On ignore actuellement où se trouve l'Oscar de McDaniel. Dans son dernier testament, datant de décembre 1951, McDaniel lègue son Oscar à l'université Howard, l'une des plus célèbres universités historiquement noires du pays, où les étudiants lui avaient fait l'honneur d'un déjeuner après qu'elle eut remporté le prix. Au moment de sa mort, McDaniel n'aurait eu que peu de choix. Très peu d'institutions blanches de l'époque ont préservé l'histoire des Noirs. Historiquement, ce sont les collèges noirs qui ont accueilli de tels objets.
En 1992, le magazine Jet rapporte que l'université Howard n'a pas trouvé la récompense et affirme qu'elle aurait disparu lors de manifestations dans les années 1960. En 1998, l'université Howard déclare qu'elle n'a trouvé aucune trace écrite de l'arrivée de l'Oscar dans ses bâtiments. En 2007, un article de Tom Gregory paru dans le Huffington Post réaffirme les rumeurs selon lesquelles l'Oscar aurait été jeté dans le Potomac par des manifestants pour les droits civiques dans les années 1960. L'auteur répète ses propos dans le Huffington Post en 2009.
En novembre 2011, W. Burlette Carter, professeur de la faculté de droit de l'université George-Washington, publie les résultats de son enquête d'un an et demi sur le sort de l'Oscar. Carter rejette les allégations selon lesquelles des étudiants auraient volé la récompense (et l'auraient jetée dans le Potomac) comme une pure invention s'appuyant sur des stéréotypes sur les Noirs perpétués depuis longtemps. Elle remet en question les sources des articles du Huffington Post. Carter défend l'hypothèse selon laquelle l'Oscar aurait probablement été retourné à la Channing Pollack Theater Collection de l'université Howard entre le printemps 1971 et l'été 1973 ou aurait peut-être été mis dans un carton et stocké au département d'art dramatique à la même époque. Si ni l'Oscar ni aucune trace écrite de son destin final ne peuvent être retrouvés à Howard aujourd'hui, suggère-t-elle, on peut en attribuer la responsabilité à un stockage ou une conservation inadéquate en cette période de contraintes financières et de turbulences nationales. Elle a également suggéré qu'une nouvelle génération de conservateurs n'a peut-être pas réalisé l'importance historique de l'attribution de l'Oscar.
En 2023, l'Academy accepte de remplacer la récompense et un nouvel Oscar est remis à l'université Howard lors d'une cérémonie le 3 octobre. Il se trouve actuellement au Chadwick A. Boseman College of Fine Arts.

### Activités durant la seconde guerre mondiale

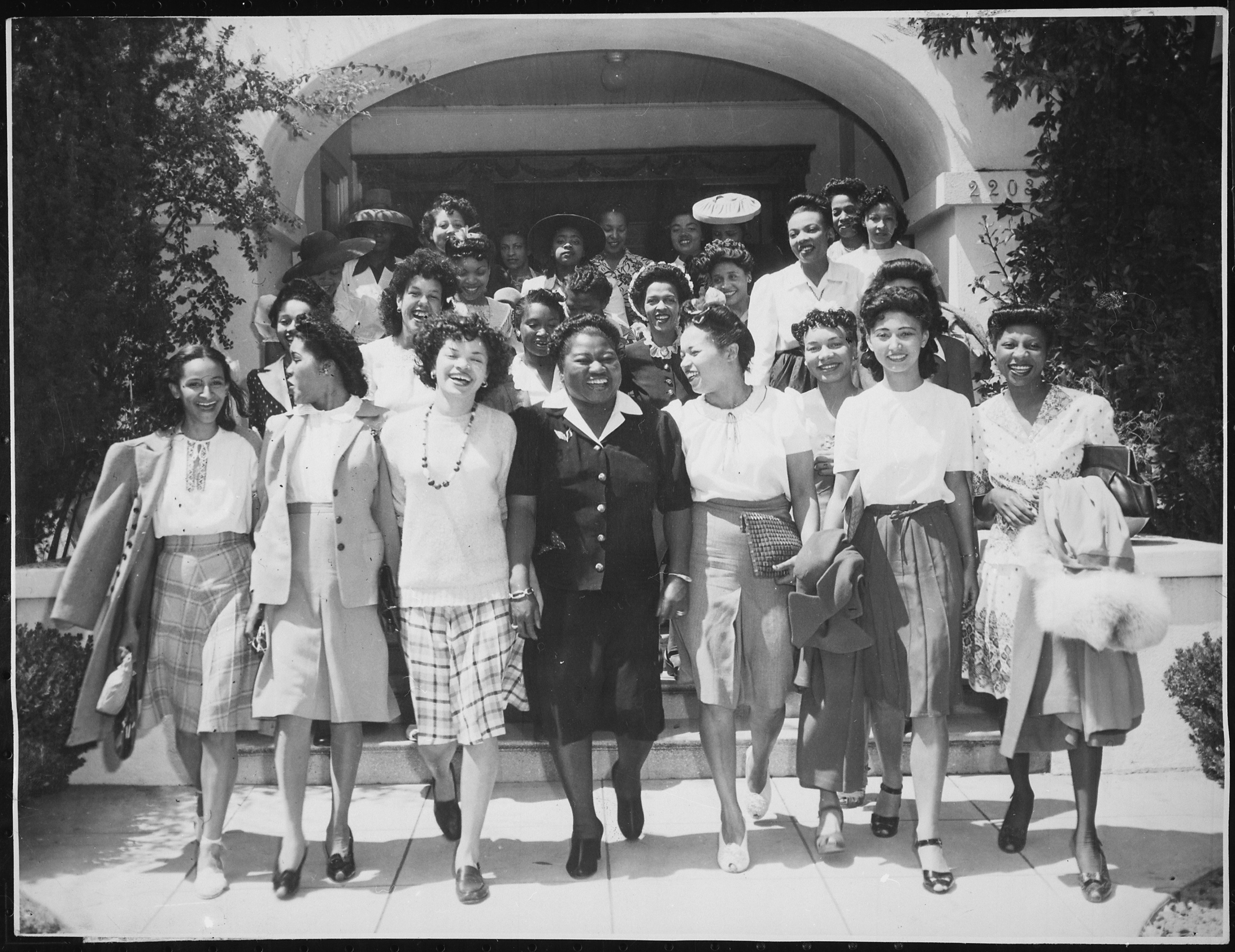
Hattie McDaniel (au centre) avec la Negro Division du Hollywood Victory Committee.

Pendant la Seconde Guerre mondiale, Hattie McDaniel est présidente de la division noire du Comité de la Victoire d'Hollywood (en), fournissant des divertissements aux soldats stationnés dans les bases militaires. Les troupes étaient séparées selon leur couleur, et les artistes noirs n'étaient pas autorisés à faire partie des comités de divertissement blancs. Elle obtient l'aide d'un ami, l'acteur Leigh Whipper, et d'autres artistes noirs pour son comité. McDaniel fait de nombreuses apparitions personnelles dans des hôpitaux militaires, organise des fêtes et se produit dans des spectacles de la United Service Organization (USO) et des rassemblements d'obligations de guerre afin de collecter des fonds pour soutenir la guerre au nom du comité de la victoire. Bette Davis était la seule membre blanche de la troupe de théâtre de McDaniel à jouer pour des régiments noirs ; Lena Horne et Ethel Waters y participèrent également. McDaniel était également membre de l'American Women's Voluntary Services.
Elle rejoint l'acteur Clarence Muse, l'un des premiers membres noirs de la Screen Actors Guild, dans une émission de radio de la NBC pour collecter des fonds pour les programmes de secours de la Croix-Rouge destinés aux Américains déplacés par des inondations dévastatrices. Elle acquiert une réputation de générosité, prêtant de l'argent à ses amis comme à des étrangers.

### Fin de carrière
Dans le film de Warner Bros L'amour n'est pas en jeu (In This Our Life) (1942), avec Bette Davis et réalisé par John Huston, McDaniel joue une fois de plus le rôle d'une domestique, mais en butte à des problèmes raciaux lorsque son fils, étudiant en droit, est accusé à tort d'homicide involontaire. McDaniel joue pour le même studio dans Remerciez votre bonne étoile (Thank Your Lucky Stars) (1943), avec Humphrey Bogart et Bette Davis. Dans sa critique du film, le Time écrit que McDaniel est un soulagement comique dans une « étude par ailleurs sinistre », en écrivant : « Hattie McDaniel, dont la bonne humeur bouillonnante et éclatante fait plus que racheter le mauvais goût rugissant d'un numéro de Harlem appelé Ice Cold Katie ». McDaniel continue à jouer les bonnes pendant les années de guerre pour la Warner dans Si Adam avait su... (The Male Animal) (1942), et pour United Artists dans Depuis ton départ (Since You Went Away) (1944), mais sa fougue est atténuée pour refléter le climat sombre de l'époque. Elle joue également une bonne dans Mélodie du Sud (Song of the South) (1946) pour Disney.
À cette époque, elle a été critiquée par les membres de la communauté noire pour les rôles qu'elle a acceptés et pour avoir cherché à décrocher le plus possible de rôles, plutôt que de tenter de secouer la machine hollywoodienne. Par exemple, dans Le Petit Colonel (1935), elle jouait l'un des domestiques noirs désireux de retourner dans le vieux Sud, mais son interprétation de Malena dans Désirs secrets, produit par la RKO, a irrité le public blanc du Sud, car elle a volé la vedette dans plusieurs scènes à la star blanche du film, Katharine Hepburn. McDaniel est finalement devenue célèbre pour avoir joué une femme de ménage insolente et obstinée.

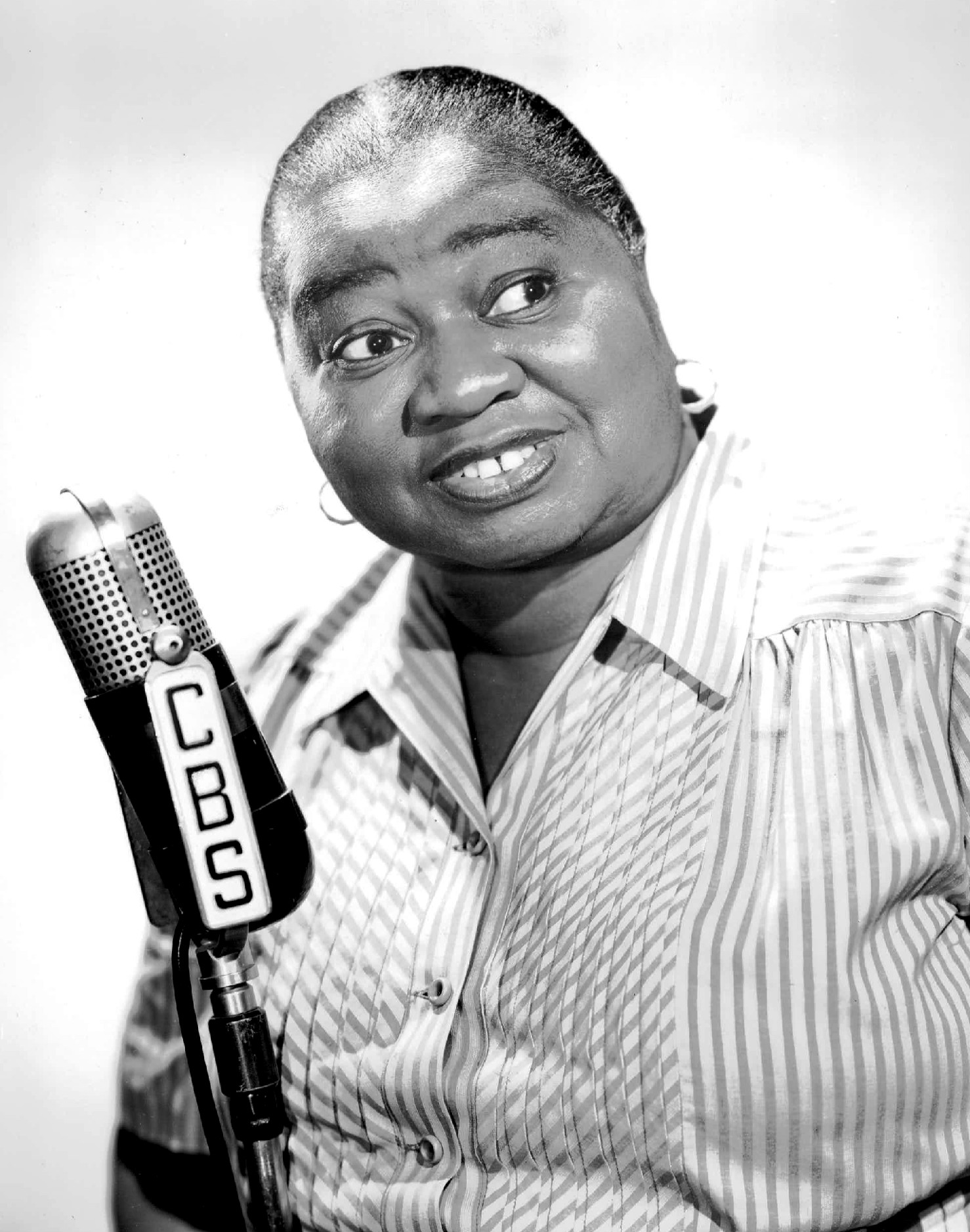
Hattie McDaniel dans son rôle de Beulah en 1948.

Elle fait ses dernières apparitions au cinéma dans Mickey (en) (1948) et Ma femme et ses enfants (Family Honeymoon) (1949). La même année, elle apparaît dans l'émission de télévision en direct de CBS, The Ed Wynn Show (en). Elle reste active à la radio et à la télévision dans ses dernières années, devenant la première actrice noire à jouer dans sa propre émission de radio avec la série comique Beulah (en). Elle joue également dans la version télévisée de l'émission, remplaçant Ethel Waters après la première saison (Waters aurait exprimé des inquiétudes quant aux stéréotypes dans le rôle). Malgré les controverses, Beulah est un succès et rapporte à McDaniel 2 000 dollars par semaine. En 1951, l'armée américaine cesse de diffuser Beulah en Asie, les soldats se plaignant du fait que la série perpétue des stéréotypes négatifs sur les hommes noirs, qu'elle présente comme des paresseux et des fainéants, ce qui compromet la capacité des soldats noirs à remplir leur mission.
Après avoir filmé une poignée d'épisodes, McDaniel apprend qu'elle a un cancer du sein. Au printemps 1952, elle est trop malade pour travailler et est remplacée par Louise Beavers.

### Fin de vie
En août 1950, McDaniel souffre d'une maladie cardiaque et entre à l'hôpital Temple dans un état semi-critique. Elle en sort en octobre et poursuit sa convalescence à domicile. Le 3 janvier 1951 l'United Press rapporte qu'elle montre « une légère amélioration de sa récupération après une légère attaque ».
McDaniel meurt d'un cancer du sein à 57 ans le 26 octobre 1952, à l'hôpital Motion Picture Country House à Woodland Hills, en Californie, où elle s'est installée quelques mois avant. Son frère Sam McDaniel lui a survécu. Des milliers de personnes se sont réunies pour célébrer sa vie et ses réalisations. Dans son testament, McDaniel a écrit : « Je désire un cercueil blanc et un linceul blanc ; des gardénias blancs dans mes cheveux et dans mes mains, ainsi qu'une couverture de gardénias blancs et un oreiller de roses rouges. Je souhaite également être enterrée dans le cimetière d'Hollywood » ; le cimetière d'Hollywood, sur le boulevard Santa Monica à Hollywood, est le lieu de repos de stars du cinéma telles que Douglas Fairbanks et Rudolph Valentino. Son propriétaire de l'époque, Jules Roth, a refusé qu'elle y soit enterrée, car, au moment de la mort de McDaniel, le cimetière pratiquait la ségrégation raciale. Son deuxième choix était le cimetière de Rosedale (aujourd'hui connu sous le nom de Angelus-Rosedale Cemetery), où elle repose.
En 1999, Tyler Cassidy, nouveau propriétaire du cimetière de Hollywood (rebaptisé Hollywood Forever Cemetery), propose à la famille McDaniel de déplacer son corps. Celle-ci ne voulant pas déplacer sa dépouille, décline l'offre. Mais le cimetière d'Hollywood fait construire un grand cénotaphe sur la pelouse surplombant son lac : c'est l'une de ses attractions touristiques les plus populaires.
Malgré ses revenus d'actrice, la succession finale de McDaniel est inférieure à dix mille dollars. L'IRS a déclaré qu'elle devait plus de onze mille dollars d'impôts. Le tribunal des successions ordonne la vente de tous ses biens, y compris son Oscar, pour rembourser ses créanciers.

## Vie privée

### Mariages
McDaniel épouse Howard Hickman le 19 janvier 1911 à Denver, dans le Colorado. Il meurt en 1915.
Son deuxième mari, George Langford, meurt d'une blessure par balle en janvier 1925, peu après son mariage et alors que sa carrière est en pleine ascension.
Elle épouse ensuite James Lloyd Crawford, agent immobilier, le 21 mars 1941, à Tucson, en Arizona. Selon Donald Bogle, dans son livre Bright Boulevards, Bold Dreams, McDaniel a confié avec bonheur à la chroniqueuse Hedda Hopper en 1945 qu'elle était enceinte. McDaniel a commencé à acheter des vêtements pour bébé et a installé une crèche dans sa maison. Ses projets sont brisés car c'est une fausse grossesse et elle tombe en dépression. Elle n'a, par la suite, jamais eu d'enfants. Elle divorce de Crawford en 1945, après quatre ans et demi de mariage. Crawford était jaloux de sa réussite professionnelle, dit-elle.
Elle épouse Larry Williams, décorateur d'intérieur, le 11 juin 1949 à Yuma, en Arizona, mais divorce en 1950 après avoir témoigné que leurs cinq mois de vie commune avaient été gâchés par « des disputes et des chicanes. » McDaniel a fondu en larmes lorsqu'elle a témoigné que son mari avait tenté de provoquer des dissensions au sein de la distribution de son émission de radio et qu'il s'était ingéré dans son travail. « Je ne m'en suis pas encore remise », a-t-elle déclaré. « J'ai été tellement fatiguée que je n'ai pas pu dormir. Je n'arrivais pas à me concentrer sur mes répliques. »
Si McDaniel a été mariée quatre fois, sa bisexualité est souvent mentionnée par les rumeurs hollywoodiennes et est toujours supposée jusqu'à aujourd'hui. On lui attribue une liaison avec l'actrice Tallulah Bankhead, évoquée par Kenneth Anger dans Hollywood Babylon et dans la série Hollywood. Pour la biographe de Hattie McDaniel, Carlton Jackson, il n'y a aucune preuve, hormis une déclaration ambiguë de Bankhead.

## West Adams Heights: victoire dans l'affaire du pacte des propriétaires
McDaniel était la plus célèbre des propriétaires noires qui ont aidé à organiser les résidents noirs du quartier historique de West Adams pour sauver leurs maisons. Loren Miller, avocat et propriétaire et éditeur du journal California Eagle, a représenté les propriétaires minoritaires dans leur affaire de clause restrictive. En 1944, Miller a gagné l'affaire Fairchild contre Rainers, une décision en faveur d'une famille noire de Pasadena, en Californie, qui avait acheté un terrain non restreint, mais était toujours poursuivie par des voisins blancs.
Le magazine Time, dans son numéro du 17 décembre 1945, rapporte :

« L'immense West Adams Heights, bien entretenu, avait encore l'aspect complaisant de l'époque où la plupart des aristocrates de Los Angeles y vivaient. [...]
En 1938, les Noirs, désireux et capables de payer 15 000 dollars et plus pour la propriété des Heights, avaient commencé à s'installer dans les vieux manoirs éclectiques. Nombre d'entre eux étaient des gens du cinéma - les actrices Louise Beavers, Hattie McDaniel, Ethel Waters, etc. Ils améliorèrent leurs propriétés, gardèrent leurs habitudes bien définies, gagnèrent rapidement plus que la tolérance de la plupart de leurs voisins blancs.
Mais certains Blancs, refusant d'être réconfortés, avaient fait référence au pacte initial de restriction raciale qui avait accompagné le développement de West Adams Heights en 1902 et qui interdisait aux « non-caucasiens » de posséder des biens. Pendant sept ans, ils ont essayé de l'appliquer, mais sans succès. Puis ils sont allés devant les tribunaux. [...]
Le juge supérieur Thurmond Clarke décida de visiter le terrain contesté, plus connu sous le nom de « Sugar Hill ». [...] Le lendemain matin, [...] Le juge Clarke a rejeté l'affaire hors du tribunal. Sa raison : « Il est temps que les membres de la race noire se voient accorder, sans réserves ni dérogations, les pleins droits qui leur sont garantis par le 14e amendement à la Constitution fédérale. Les juges évitent depuis trop longtemps la véritable question ».
a déclaré Hattie McDaniel, de West Adams Heights : « Les mots ne peuvent exprimer mon appréciation ». »

McDaniel avait acheté sa maison blanche de deux étages et dix-sept pièces en 1942. Celle-ci comprenait un grand salon, une salle à manger, un petit salon, un bureau, un garde-manger, une cuisine, un porche de service, une bibliothèque, quatre chambres à coucher et un sous-sol. McDaniel organisait chaque année une fête à Hollywood. Tout le monde savait que le roi d'Hollywood, Clark Gable, pouvait toujours être trouvé aux fêtes de McDaniel.

## Image

### Controverse sur les rôles

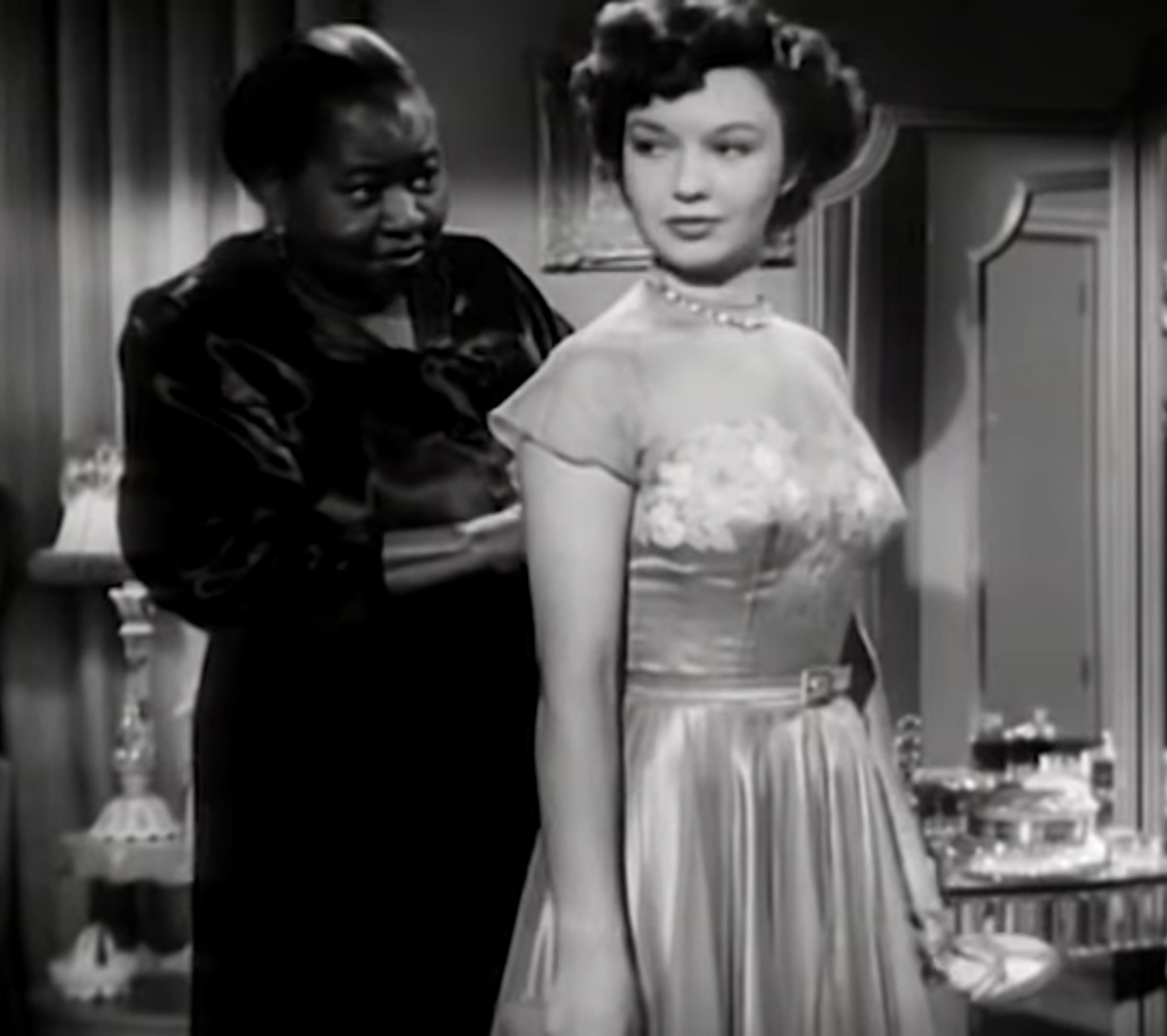
Hattie McDaniel et Mary Hatcher dans Le Grand Départ.

Au fur et à mesure que sa renommée grandissait, McDaniel a dû faire face à des critiques croissantes de la part de certains membres de la communauté noire. Des groupes tels que la NAACP se sont plaints que les stéréotypes d'Hollywood non seulement limitaient les acteurs noirs à des rôles de serviteurs, mais les présentaient souvent comme paresseux, idiots, satisfaits de positions modestes ou encore violents. En plus de s'adresser aux studios, ils ont appelé les acteurs, et en particulier les acteurs noirs de premier plan, à faire pression sur les studios pour qu'ils offrent des rôles plus substantiels et, au moins, qu'ils ne cèdent pas aux stéréotypes. Ils ont également fait valoir que ces représentations étaient injustes et inexactes et que, associés à la ségrégation et à d'autres formes de discrimination, ces stéréotypes rendaient difficile pour tous les Noirs, et pas seulement les acteurs, de surmonter le racisme et de réussir dans l'industrie du spectacle. Certains ont attaqué McDaniel parce qu'elle était un « Oncle Tom » - une personne prête à progresser personnellement en perpétuant des stéréotypes raciaux ou en étant un agent agréable de restrictions raciales offensantes. McDaniel a qualifié ces défis de préjugés de classe contre les domestiques, une affirmation que les chroniqueurs blancs semblaient accepter. Et elle aurait dit : « Pourquoi devrais-je me plaindre de gagner 700 dollars par semaine en jouant une bonne ? Si je ne le faisais pas, je gagnerais 7 dollars par semaine en étant une bonne. »
McDaniel a peut-être aussi été critiquée parce que, contrairement à de nombreux autres artistes noirs, elle n'était pas associée aux manifestations pour les droits civiques et était largement absente des efforts visant à établir une base commerciale pour les films noirs indépendants. Elle n'a rejoint la Negro Actors Guild of America qu'en 1947, à la fin de sa carrière. McDaniel a engagé l'un des rares agents blancs qui représentaient les acteurs noirs à l'époque, William Meiklejohn, pour faire avancer sa carrière. Des preuves suggèrent que son évitement de la controverse politique était délibéré. Lorsque la chroniqueuse Hedda Hopper lui a envoyé des pancartes de Richard Nixon et lui a demandé de les distribuer, McDaniel a refusé, répondant qu'elle avait depuis longtemps décidé de rester en dehors de la politique. « Beulah est l'amie de tout le monde », a-t-elle déclaré. Comme elle gagnait honnêtement sa vie, a-t-elle ajouté, il ne faut pas lui reprocher d'avoir accepté un travail tel qu'on lui avait proposé. Ses détracteurs, en particulier Walter White de la NAACP, ont affirmé qu'elle et d'autres acteurs qui ont accepté de représenter des stéréotypes n'étaient pas une force neutre, mais plutôt des agents volontaires de l'oppression noire.
McDaniel et d'autres actrices et acteurs noirs craignaient que leurs rôles ne disparaissent si la NAACP et d'autres critiques d'Hollywood se plaignaient trop. Elle a reproché à ces critiques d'entraver sa carrière et a demandé l'aide d'alliés à la réputation douteuse[pas clair]. Après avoir parlé avec McDaniel, Hedda Hopper a même affirmé que les problèmes de carrière de McDaniel n'étaient pas le résultat du racisme, mais avaient été causés par les « propres gens » de McDaniel.
En 2020, à la suite des protestations de Black Lives Matter aux États-Unis, le film Autant en emporte le vent qui lui a valu son Oscar, est retiré de la plateforme Netflix sous prétexte de représenter des stéréotypes raciaux. Par la suite, le film est réintégré au catalogue de la plateforme HBO Max, accompagné d'un appareil critique sur le contexte historique du film.

### Racisme à Hollywood
Comme le montre Jill Watts dans l'ouvrage Hattie McDaniel: Black Ambition, White Hollywood, en tant que femme noire dans une société américaine ayant institutionnalisé la ségrégation raciale, McDaniel a souffert de nombreuses discriminations. Comme beaucoup d'acteurs noirs de cette période, elle a été cantonnée à des rôles racialement stéréotypés de domestiques, parfois pas même crédités au générique. Elle est récompensée par un Oscar pour son rôle dans Autant en emporte le vent, sans avoir été autorisée à assister à la première du film, comme tous les acteurs noirs de l'époque, également exclus de toute la promotion du film dans les États du Sud. Même à Hollywood, lors de la cérémonie des Oscars, elle est contrainte d'emprunter l'entrée réservée au gens de couleur et de s’asseoir loin du reste de l'équipe du film. L'Oscar a d'ailleurs été reçu de manière contrastée par la communauté africaine-américaine. En saluant cette victoire, certains jugent que le film fait l’apologie du système esclavagiste. Obtenir cette récompense montrait alors que seuls ceux qui acceptaient les stéréotypes racistes d’Hollywood pouvaient y avoir du succès. McDaniel est donc accusée de collaborer au maintien des stéréotypes racistes sur les noirs dans le cinéma hollywoodien.
Même célèbre, McDaniel continue à subir la discrimination raciste. Lorsqu'elle s'installe à Hollywood au début des années 1940, dans le quartier de West Adams, un quartier alors majoritairement blanc, mais attirant progressivement la bourgeoisie noire, au point d'être rebaptisé Sugar Hill, l'actrice subit le racisme des résidents blancs du quartier. Une association de quartier, la West Adams Height Improvement Association, porte plainte et l'affaire monte jusqu'à la Cour suprême de Californie. L'association avance qu'en vendant des propriétés à des acheteurs noirs, les propriétaires blancs avaient violé la loi garantissant la ségrégation raciale dans le domaine de l'immobilier. Les propriétaires noirs de Sugar Hill, dont Hattie McDaniel, sont soutenus par les avocats de la National Association for the Advancement of Colored People (NAACP). La presse raciste ne manque pas de réagir : en illustrant son article d'une photographie de la demeure possédée par McDaniel, le journal Los Angeles Sentinel s'insurge sur sa première page : « Les nègres de Californie peuvent désormais habiter partout ! » En 1948, les défenseurs de Sugar Hill remportent néanmoins le procès (voir supra).

## Héritage et postérité
McDaniel a deux étoiles sur le Hollywood Walk of Fame à Hollywood : une au 6933 Hollywood Boulevard pour ses contributions à la radio, et une au 1719 Vine Street pour le cinéma. En 1975, elle a été intronisée à titre posthume dans le Black Filmmakers Hall of Fame.
En 1994, l'actrice et chanteuse Karla Burns lance son one-woman show Hi-Hat-Hattie (écrit par Larry Parr), sur la vie de McDaniel. Burns interprète ensuite ce rôle dans plusieurs autres villes jusqu'en 2002, notamment au Off-Broadway et au Long Beach Playhouse Studio Theatre en Californie.
En 2002, l'héritage de Hattie McDaniel est célébré dans le film de l'American Movie Classics (AMC) Beyond Tara, The Extraordinary Life of Hattie McDaniel (2001), produit et réalisé par Madison D. Lacy et animé par Whoopi Goldberg. Cette émission spéciale d'une heure dépeint les luttes et les triomphes de McDaniel face au racisme et à l'adversité. Le film a remporté le Daytime Emmy Award 2001-2002, remis le 17 mai 2002.
McDaniel a été la 29e à être intronisée dans la série Black Heritage par le service postal des États-Unis. Son timbre de 39 cents, émis le 29 janvier 2006, montre une photographie de McDaniel en 1941 dans la robe qu'elle portait pour accepter l'Academy Award en 1940. La cérémonie a eu lieu à la bibliothèque Margaret-Herrick de l'Academy of Motion Picture Arts and Sciences, où la collection Hattie McDaniel comprend des photographies de l'actrice et d'autres membres de sa famille, ainsi que des scénarios et d'autres documents.
En 2004, Rita Dove, la première Poète lauréate noire américaine, a publié un poème Hattie McDaniel Arrives at the Coconut Grove dans The New Yorker et l'a depuis lors fréquemment présenté lors de ses lectures de poésie ainsi que sur YouTube.
En 2010, nommée pour l'Oscar du meilleur second rôle féminin pour le film Precious, l'actrice Mo'Nique se rend à la cérémonie dans une tenue — robe bleue et gardénias dans les cheveux — qui rend hommage à celle portée par McDaniel lors de sa victoire en 1940. Dans son discours de lauréate, Mo'Nique remercie McDaniel « pour avoir enduré tout ce qu'elle a dû faire pour que je n'aie pas à le faire. »
En 2020, dans la mini-série Netflix Hollywood, une Hattie McDaniel fictive est jouée par Queen Latifah.

## Filmographie partielle
- 1932 : Ici New York (Are You Listening?) de Harry Beaumont
- 1932 : The Washington Masquerade de Charles Brabin
- 1932 : The Boiling Point (en) de George Melford
- 1932 : Crooner de Lloyd Bacon
- 1932 : Blonde Vénus de Josef von Sternberg
- 1932 : The Golden West de David Howard
- 1932 : Hypnotized de Mack Sennett
- 1933 : Je ne suis pas un ange (I'm No Angel) de Wesley Ruggles
- 1934 : Merry Wives to Reno de Bruce Humberstone
- 1934 : Operator 13 de Richard Boleslawski
- 1934 : Little Men de Phil Rosen
- 1934 : Judge Priest de John Ford
- 1934 : Images de la vie de John M. Stahl
- 1934 : Lost in the Stratosphere de Melville W. Brown
- 1934 : Babbitt de William Keighley
- 1935 : Le Petit Colonel (The Little Colonel) de David Butler
- 1935 : Femmes d'affaires (Traveling Saleslady) de Ray Enright
- 1935 : La Malle de Singapour (China Seas) de Tay Garnett
- 1935 : Désirs secrets (Alice Adams) de George Stevens
- 1935 : Harmony Lane de Joseph Santley
- 1935 : Murder by Television de Clifford Sanforth
- 1935 : Music Is Magic de George Marshall
- 1935 : Another Face de Christy Cabanne (non créditée)
- 1935 : Le Chanteur de Broadway (King Kelly of the U.S.A.) de Leonard Fields
- 1935 : We're Only Human de James Flood
- 1936 : Épreuves (Next Time We Love) de Edward H. Griffith
- 1936 : Le Premier Né (The First Baby) de Lewis Seiler
- 1936 : The Singing Kid de William Keighley
- 1936 : La Petite Dame (Gentle Julia) de John G. Blystone
- 1936 : Show Boat, film de James Whale
- 1936 : Carolyn veut divorcer (The Bride Walks Out) de Leigh Jason
- 1936 : High Tension (en) d'Allan Dwan
- 1936 : Postal Inspector de Otto Brower
- 1936 : Star for a Night de Lewis Seiler
- 1936 : Valiant Is the Word for Carrie de Wesley Ruggles
- 1936 : Une fine mouche (Libeled Lady) de Jack Conway
- 1936 : Can this be Dixie ? de George Marshall
- 1936 : Reunion de Norman Taurog
- 1937 : Racing Lady de Wallace Fox
- 1937 : Don't Tell the Wife de Christy Cabanne
- 1937 : The Crime Nobody Saw de Charles Barton
- 1937 : The Wildcatter de Lewis D. Collins
- 1937 : La Joyeuse Suicidée (Nothing sacred) de William A. Wellman
- 1937 : Saratoga de Jack Conway
- 1937 : Sky Racket (en) de Sam Katzman
- 1937 : Over the Goal de Noel M. Smith
- 1937 : Stella Dallas de King Vidor
- 1937 : Merry Go Round of 1938 de Irving Cummings
- 1937 : Quarante-cinq Papas (45 Fathers) de James Tinling
- 1937 : Quick Money de Edward Killy
- 1937 : La Folle Confession (True Confession) de Wesley Ruggles
- 1938 : Battle of Broadway de George Marshall
- 1938 : Amanda (Carefree) de Mark Sandrich
- 1938 : Miss Manton est folle (The Mad Miss Manton) de Leigh Jason
- 1938 : Mariage incognito (Vivacious Lady) de George Stevens (petit rôle non crédité)
- 1938 : L'Ange impur (The Shopworn Angel) de H. C. Potter
- 1938 : L'Ensorceleuse (The Shining Hour) de Frank Borzage
- 1939 : Everybody's Baby de Malcolm St. Clair
- 1939 : Deux Bons Copains (Zenobia) de Gordon Douglas
- 1939 : Autant en emporte le vent (Gone with the wind) de Victor Fleming
- 1940 : Maryland de Henry King
- 1941 : La Charge fantastique (They Died with Their Boots On) de Raoul Walsh
- 1941 : Le Grand Mensonge (The Great Lie) d'Edmund Goulding
- 1941 : Ma femme se marie demain (Affectionately Yours) de Lloyd Bacon
- 1942 : Si Adam avait su... (The Male Animal) de Elliott Nugent
- 1942 : L'amour n'est pas en jeu (In This Our Life) de John Huston
- 1942 : La Maison de mes rêves (George Washington Slept Here) de William Keighley
- 1943 : Remerciez votre bonne étoile (Thank Your Lucky Stars) de David Butler
- 1943 : Johnny le vagabond (Johnny Come Lately) de William K. Howard
- 1944 : Depuis ton départ (Since You Went Away) de John Cromwell
- 1944 : Trois c'est une famille (Three Is a Family) d'Edward Ludwig
- 1944 : Janie de Michael Curtiz
- 1946 : Janie Gets Married de Vincent Sherman
- 1946 : Margie d'Henry King
- 1946 : Ne dites jamais adieu (Never Say Goodbye) de James V. Kern
- 1946 : Mélodie du Sud (Song of the South) de Harve Foster et Wilfred Jackson
- 1947 : L'Homme que j'ai choisi (The Flame), de John H. Auer
- 1948 : Ma femme et ses enfants (Family Honeymoon) de Claude Binyon
- 1949 : Le Grand Départ (The Big Wheel) d'Edward Ludwig

### Crédit d'auteurs
- (en) Cet article est partiellement ou en totalité issu de l’article de Wikipédia en anglais intitulé « Hattie McDaniel » (voir la liste des auteurs).